# Gonzalo de Amarante
Gonzalo de Amarante OP (Tagilde, Portugal, 1186 - 10 de enero de 1260) fue un dominico portugués además de un Beato de la Iglesia católica, que le celebra el 10 de enero.
Se sabe muy poco de la vida de este popular santo. 
Perteneció a una extensa familia noble y desde pequeño, prácticamente desde el bautismo, se sintió atraído por la religión, dándose cuenta, el arzobispo de Braga, lo tomó como aprendiz y lo preparó para el sacerdocio. 

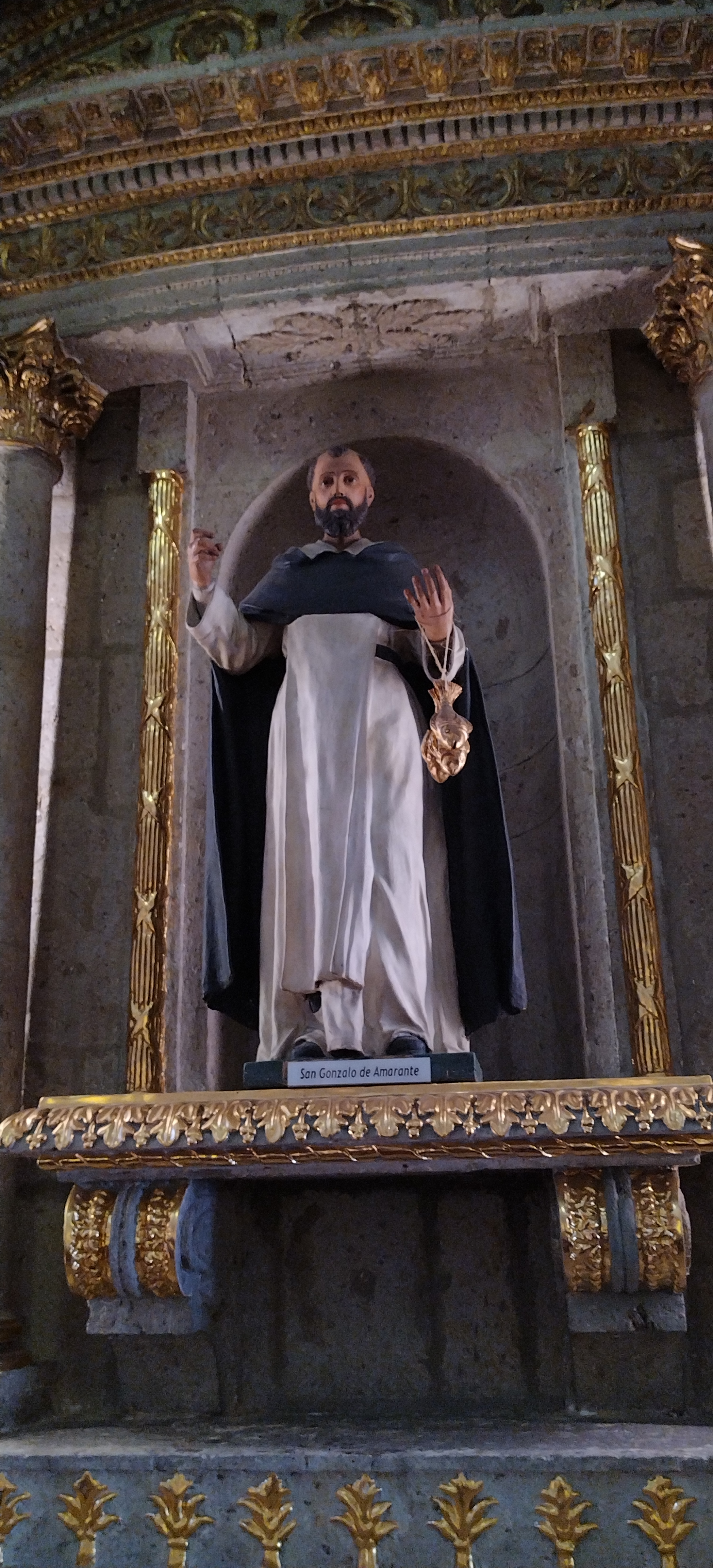
Imagen venerada en la Parroquia de Santa María de Gracia Guadalajara, Jalisco, México.

Lo aceptaron los frailes dominicos, siendo rector de la orden del obispo en San Pelagio. 
Fue de peregrino a los catorce años de Palestina a Roma, y a su retorno, por múltiples cambios y problemas con su sobrino se retiró a Amarante para vivir de manera solitaria, dedicándose a la evangelización. 
Poco a poco, una grave enfermedad fue deteriorando su salud, hasta fallecer el 10 de enero de 1260, por lo que su santo se celebra en ese día.
En 1560 el papa Pío IV lo beatificó. Su canonización nunca se concretó, pero de igual forma es llamado santo, celebrándose su fiesta el 10 de enero, día de su fallecimiento. Curiosamente, abierto su sepulcro, fue encontrado absolutamente vacío.
Es invocado como casamentero de solteronas y en los casos de infertilidad, también es patrón de almirantazgo de marina.